# Lăng mộ Cung Mẫn vương
Lăng mộ Cung Mẫn vương hay Lăng mộ Hoàng gia Huyền Chính Lăng là một lăng mộ thế kỷ 14 nằm tại làng Haeson, huyện Kaepung, ngoại ô thành phố Kaesong, Cộng hòa Dân chủ Nhân dân Triều Tiên. Đây là một trong những Lăng mộ Hoàng gia của Vương triều Cao Ly. Địa điểm này bao gồm hai gò chôn cất biệt lập gồm Huyền lăng, là nơi an táng của Cung Mẫn vương, quốc vương thứ 31 của Cao Ly; và Chính Lăng, là nơi an táng vợ của ông, công chúa Mông Cổ Lỗ Quốc Đại trưởng. Lăng mộ này là Quốc bảo Triều Tiên số 123 đồng thời là một phần của Di sản thế giới Các địa điểm và di tích lịch sử tại Kaesong đã được UNESCO công nhận từ năm 2013. Nó là một trong những lăng mộ Hoàng gia được bảo tồn nguyên vẹn nhất ở Bắc Triều Tiên khi không phải trải qua quá trình trùng tu dưới thời chính quyền Cộng sản.

## Lịch sử
Lăng mộ được xây dựng vào năm 1365 sau khi Nhân Đức Vương hậu qua đời và hoàn thành sau đó 7 năm vào năm 1372. Nó bao gồm một nền đá granit được chạm khắc nằm trên đỉnh một đồi nhỏ, bao quanh là những bức tượng đá hình cừu và hổ. Những con hổ tượng trưng cho sự hung dữ còn cừu tượng trưng cho sự hiền hòa. Đường dẫn lên lăng mộ là hình tượng của quan quân và quan lại theo đạo Khổng được bộ trí theo phong thủy. Thật không may, nhiều di vật của lăng mộ đã bị mất vào năm 1905 khi buồng mộ bị cho nổ tung bằng thuốc nổ và bị quân Nhật cướp phá sau đó; hầu hết các di vật bên trong được cho là đã được đưa đến Nhật Bản, mặc dù quan tài của Cung Mẫn vương hiện đang được trưng bày tại Bảo tàng Cao Ly ở Kaesong.